# 1939 v loďstvech
Tento článek obsahuje významné události v oblasti loďstev v roce 1939.

## Lodě vstoupivší do služby
- 2. února –  ORP Orzeł – ponorka stejnojmenné třídy
- 16. února –  USS Wichita (CA-45) – těžký křižník
- 25. února –  Mizuho – nosič hydroplánů
- 6. března –  Volta – torpédoborec třídy Mogador
- 8. dubna –  Mogador – torpédoborec stejnojmenné třídy
- 16. dubna –  ORP Sęp – ponorka třídy Orzeł
- 5. července –  Hirjú – letadlová loď třídy Sórjú